# Acropora carduus
Acropora carduus е вид корал от семейство Acroporidae. Видът е почти застрашен от изчезване.

## Разпространение и местообитание
Разпространен е в Австралия, Американска Самоа, Вануату, Индия, Индонезия, Кирибати, Малайзия, Мианмар, Микронезия, Ниуе, Нова Каледония, Острови Кук, Палау, Папуа Нова Гвинея, Провинции в КНР, Самоа, Соломонови острови, Тайван, Тайланд, Тонга, Уолис и Футуна, Фиджи, Филипини, Френска Полинезия и Япония.
Среща се на дълбочина от 1 до 15 m, при температура на водата от 25,5 до 26,6 °C и соленост 35,1 – 35,2 ‰.

## Описание
Популацията им е намаляваща.